# Grace City
Grace City és una població dels Estats Units a l'estat de Dakota del Nord. Segons el cens del 2000 tenia 71 habitants.

## Demografia
Segons el cens del 2000, Grace City tenia 71 habitants, 30 habitatges, i 17 famílies. La densitat de població era de 68,5 hab./km².
Dels 30 habitatges en un 30% hi vivien nens de menys de 18 anys, en un 46,7% hi vivien parelles casades, en un 6,7% dones solteres, i en un 43,3% no eren unitats familiars. En el 36,7% dels habitatges hi vivien persones soles el 20% de les quals corresponia a persones de 65 anys o més que vivien soles. El nombre mitjà de persones vivint en cada habitatge era de 2,37 i el nombre mitjà de persones que vivien en cada família era de 3,29.
Per edats la població es repartia de la següent manera: un 29,6% tenia menys de 18 anys, un 9,9% entre 18 i 24, un 26,8% entre 25 i 44, un 23,9% de 45 a 60 i un 9,9% 65 anys o més.
L'edat mediana era de 37 anys. Per cada 100 dones de 18 o més anys hi havia 85,2 homes.
La renda mediana per habitatge era de 33.333 $ i la renda mediana per família de 43.750 $. Els homes tenien una renda mediana de 32.321 $ mentre que les dones 20.000 $. La renda per capita de la població era de 14.789 $. Entorn del 15,8% de les famílies i el 18,2% de la població estaven per davall del llindar de pobresa.

## Poblacions més properes
El següent diagrama mostra les poblacions més properes.